# コスモス186,188号

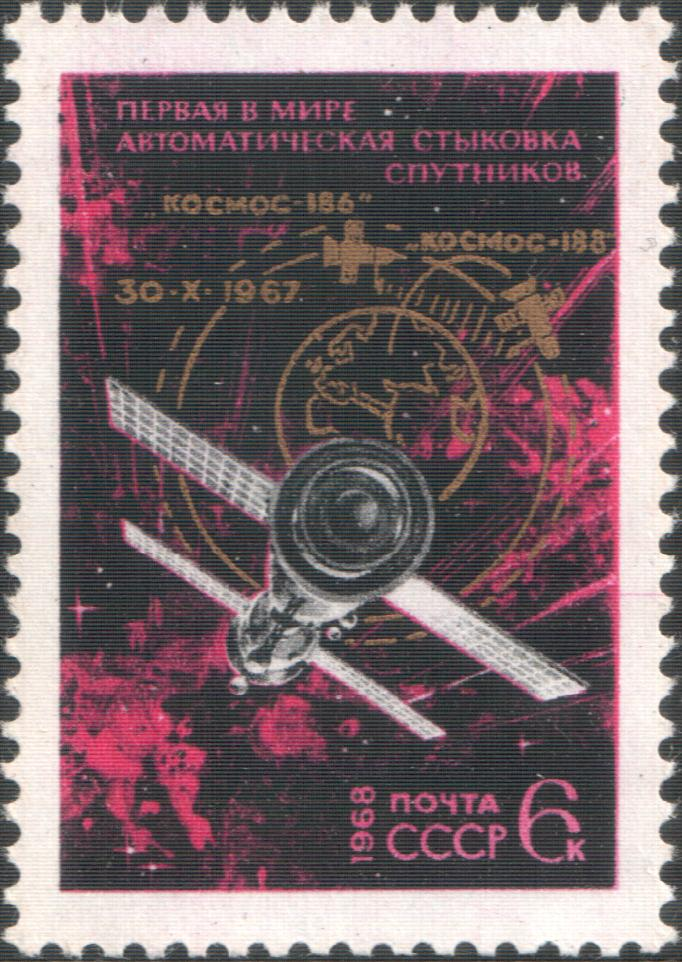
1968年のソビエト連邦の切手

コスモス186,188号（コスモス186 188ごう）は、ソビエト連邦の2機の無人宇宙探査機であり、後に降下モジュールとしてソユーズ計画に組み込まれた。1967年10月30日に、2機は宇宙開発の歴史上初めて全自動のドッキングが行われた。相互の探索、接近、停泊、ドッキングは、コスモス186に搭載されたIGLAシステムによって自動で行われた。結合して3.5時間後、地球からのコマンドを受け取って分離し、別々に軌道を回り続けた。コスモス186は1967年10月31日に、コスモス188は同年11月2日に、どちらもソビエト連邦内の予定された地域に軟着陸した。
この年の初めに行われたソユーズ1号とアポロ1号の両方で致命的な事故が発生したことから、無人飛行を先に進めることが決定された。しかし、ソビエト連邦は自国領土以外に地上局を持たなかったことから、ドッキングは完全自動で行う必要があった。最初の試みが失敗した後、南大西洋上で2度目の試みが成功した。しかし、このドッキングでは、モジュールは機械的には結合したものの、電子的には結合しなかったため、完全な成功とは言えないものであった。また、操作には予想よりも多くの燃料を費やした。
このミッションでは、小さな部品を打ち上げ、それを宇宙で組み立てることが可能であり、宇宙ステーションのような大きな構造物を打ち上げるのに非常に大きなロケットは必要ではないことを示した。
|            | コスモス186号                                            | コスモス188号                                           |
| 宇宙船     | ソユーズ7K-OK (A)                                        | ソユーズ7K-OK(P)                                        |
| 質量       | 6,530 kg                                                 | 6,530 kg                                                |
| 乗組員     | なし                                                     | なし                                                    |
| 打上げ     | 1967年10月27日 09:30:00 UTC バイコヌール宇宙基地31番射点 | 1967年10月30日 08:09:00 UTC バイコヌール宇宙基地1番射点 |
| 着陸       | 1967年10月31日 08:20 UTC                                 | 1967年11月2日 09:10 UTC                                 |
| 飛行期間   | 3日22時間50分                                            | 3日1時間1分                                             |
| 近点       | 172 km                                                   | 180 km                                                  |
| 遠点       | 212 km                                                   | 247 km                                                  |
| 軌道傾斜角 | 51.7°                                                    | 51.7°                                                   |
| 周期       | 88.7分                                                   | 89.0分                                                  |
| NSSDC ID   | 1967-105A                                                | 1967-107A                                               |